# 타케모토 야스히로
타케모토 야스히로(武本康弘, 1972년 4월 5일 ~ 2019년 7월 18일)는 일본 효고현 출신의 애니메이터이자 교토 애니메이션의 이사이다. 주로 애니메이션의 연출가, 감독으로 활동하였다.
1990년대부터 천지무용, 이누야샤등 다수의 작품에서 연출을 담당해오다가 2003년 풀 메탈 패닉! 후못후부터는 감독으로도 활동하기 시작했다. '풀 메탈 패닉! 후못후'에 이어 2007년 회사의 방침에 따라 강판된 야마모토 유타카 감독을 대신하여 5화부터 러키☆스타의 감독이 되어 OVA까지 모두 담당하였다. 2009년에는 스즈미야 하루히의 우울 신 애니메이션의 감독으로 발탁되어 애니메이션의 제작을 진행하기도 했다. 하지만 2019년 7월 18일에 교토 애니메이션 방화 사건에 휘말려 실종되었다가 7월 26일에 니혼케이자이 신문사에 의해 뒤늦게 사망 소식이 알려졌다.

## 같이 보기
- 교토 애니메이션
- 이시하라 타츠야
- 야마모토 유타카
- 야마다 나오코